# Liste der Mitglieder des Zweiten Vereinigten Landtages
Diese Liste nennt die Mitglieder des Zweiten Vereinigten Landtages 1848.
Der Zweite Vereinigte Landtag bestand grundsätzlich aus den Mitgliedern der Provinziallandtage. Daneben gehörten die volljährigen Prinzen des königlichen Hauses kraft Geburt dem Vereinigten Landtag an. Diejenigen Vertreter des Herrenstandes (das waren je nach Provinz die Herrenkurie, die Prälaten, Herren, Grafen und Fürsten) die auf den Provinziallandtagen an Kollektivstimmen beteiligt waren, konnten alle am Vereinigten Landtag teilnehmen.

## Prinzen des königlichen Hauses
- Wilhelm von Preußen
- Carl von Preußen
- Friedrich Carl von Preußen
- Albrecht von Preußen
- Friedrich von Preußen
- Alexander von Preußen
- Georg von Preußen
- Wilhelm von Preußen
- Adalbert von Preußen
- Waldemar von Preußen

## Provinz Preußen
| Kurie         | Landesteil  | Abgeordneter                                               | Anmerkung                                                 |
| ------------- | ----------- | ---------------------------------------------------------- | --------------------------------------------------------- |
| Herrenkurie   | Ostpreußen  | Reichsburggraf Friedrich Karl Alexander Graf zu Dohna-Lauk | Majoratsherr auf Lauk                                     |
| Herrenkurie   | Ostpreußen  | Burggraf Otto Graf zu Dohna-Reichertswalde                 | Besitzer des Familienfideikommisses Grafschaft Dohna      |
| Herrenkurie   | Ostpreußen  | Burggraf Richard Friedrich Graf zu Dohna-Schlobitten       |                                                           |
| Herrenkurie   | Ostpreußen  | Burggraf Karl Ludwig-Alexander Graf zu Dohna-Schlodien     |                                                           |
| Herrenkurie   | Ostpreußen  | Reichsgraf Otto von Keyserlingk zu Rautenburg              |                                                           |
| Ritterschaft  | Ostpreußen  | Ernst Wilhelm Christian von Arnim                          | Landschaftsrat aus Koppershagen                           |
| Ritterschaft  | Ostpreußen  | Kurt von Bardeleben                                        | Landrat und Rittergutsbesitzer auf Rodems                 |
| Ritterschaft  | Ostpreußen  | Magnus von Brünneck                                        | Oberburggraf, Landtagsmarschall in Bellschwitz            |
| Ritterschaft  | Ostpreußen  | Ludwig Wilhelm zu Dohna-Lauck                              | Landschaftsdirektor in Wesselshöfen                       |
| Ritterschaft  | Ostpreußen  | Karl Ferdinand von Fabeck                                  | Landrat, Major a. D. und Rittergutsbesitzer auf Jablonken |
| Ritterschaft  | Ostpreußen  | Hensche                                                    | Rittergutsbesitzer auf Pogrimmen                          |
| Ritterschaft  | Ostpreußen  | Ferdinand Ernst Leopold von Hoverbeck                      | Landschaftsdirektor in Nickelsdorf                        |
| Ritterschaft  | Ostpreußen  | Moritz Julius Jachmann                                     | Kommerzienrat in Trutenau                                 |
| Ritterschaft  | Ostpreußen  | Friedrich-Wilhelm-Ferdinand von Kall                       | Rittmeister a. D. und Rittergutsbesitzer in Tengen        |
| Ritterschaft  | Ostpreußen  | Rudolf Hermann von Kannewurff                              | Rittergutsbesitzer in Baitkowen                           |
| Ritterschaft  | Ostpreußen  | Emil von Kunheim                                           | Generallandschaftsrat und Rittergutsbesitzer in Spanden   |
| Ritterschaft  | Ostpreußen  | Wilhelm Kunkel                                             | Landschaftsrat und Rittergutsbesitzer in Groß Maraunen    |
| Ritterschaft  | Ostpreußen  | Lefèvre                                                    | Amtmann in Reesau                                         |
| Ritterschaft  | Ostpreußen  | Ludwig Otto von Meske                                      | Landschaftsrat in Frödau                                  |
| Ritterschaft  | Ostpreußen  | Panzer                                                     | Rittergutsbesitzer in Koewe                               |
| Ritterschaft  | Ostpreußen  | Pieper                                                     | Oberamtmann in Lesgewangminnen                            |
| Ritterschaft  | Ostpreußen  | Karl Alexander Raddatz                                     | Rittergutsbesitzer in Warnikau                            |
| Ritterschaft  | Ostpreußen  | Reimer                                                     | Rittergutsbesitzer in Milchbude                           |
| Ritterschaft  | Ostpreußen  | Ernst Friedrich Fabian von Saucken-Tarputschen             | Rittmeister a. D. und Rittergutsbesitzer auf Tarputschen  |
| Ritterschaft  | Ostpreußen  | August Heinrich von Saucken                                | Rittergutsbesitzer auf Julienfelde                        |
| Ritterschaft  | Ostpreußen  | Wilhelm Kunkel                                             | Landschaftsrat und Rittergutsbesitzer in Groß Maraunen    |
| Ritterschaft  | Ostpreußen  | Friedrich Thomas Stanislaus von Schau                      | Rittergutsbesitzer Korbsdorf                              |
| Ritterschaft  | Ostpreußen  | Hans Karl von Schön                                        | Amtsrat in Blumberg                                       |
| Ritterschaft  | Ostpreußen  | Siegfried                                                  | Rittergutsbesitzer in Skandlack                           |
| Ritterschaft  | Ostpreußen  | Franz Eugen Sperber                                        | Rittergutsbesitzer in Gerskullen                          |
| Ritterschaft  | Ostpreußen  | Wilhelm Philipp Franz von Strachowski                      | Rittergutsbesitzer in Elditten                            |
| Ritterschaft  | Ostpreußen  | Leopold Thiel                                              | Amtmann in Ranten                                         |
| Ritterschaft  | Ostpreußen  | David Thiel                                                | Leutnant a. D. und Rittergutsbesitzer in Wangotten        |
| Städte        | Ostpreußen  | Heinrich Bürger                                            | Bürgermeister in Mohrungen                                |
| Städte        | Ostpreußen  | Friedrich Philipp Dulk                                     | Universitätsprofessor in Königsberg                       |
| Städte        | Ostpreußen  | Charles Stanislaus Frentzel-Beyme                          | Kaufmann in Memel                                         |
| Städte        | Ostpreußen  | Karl Ludwig Heinrich                                       | Kaufmann in Königsberg                                    |
| Städte        | Ostpreußen  | Daniel Albrecht Kischke                                    | Bürgermeister in Landsberg                                |
| Städte        | Ostpreußen  | Mongrovius                                                 | Bürgermeister in Passenheim                               |
| Städte        | Ostpreußen  | Pultke                                                     | Kaufmann in Barten                                        |
| Städte        | Ostpreußen  | Rudel                                                      | Kaufmann in Preußisch Eylau                               |
| Städte        | Ostpreußen  | Valentin Schlattel                                         | Ratmann in Braunsberg                                     |
| Städte        | Ostpreußen  | Johann Wilhelm Schlenther                                  | Ratsherr und Apotheker in Insterburg                      |
| Städte        | Ostpreußen  | Carl Gottfried Sperling                                    | Bürgermeister in Königsberg                               |
| Städte        | Ostpreußen  | Gottfried August Stobbe                                    | Kaufmann in Lötzen                                        |
| Städte        | Ostpreußen  | Andreas Urra                                               | Bürgermeister in Wormditt                                 |
| Städte        | Ostpreußen  | Johann Wächter                                             | Kommerzienrat in Tilsit                                   |
| Städte        | Ostpreußen  | Ludwig Wenghöffer                                          | Kaufmann und Stadtverordnetenvorsteher in Gumbinnen       |
| Landgemeinden | Ostpreußen  | Karl Friedrich Born                                        | Amtmann in Krappen                                        |
| Landgemeinden | Ostpreußen  | Carl Albrecht Braemer                                      | Landschaftsrat in Ernstberg                               |
| Landgemeinden | Ostpreußen  | Brausewetter                                               | Gutsbesitzer in Bendiesen                                 |
| Landgemeinden | Ostpreußen  | Forstreuter                                                | Gutsbesitzer in Groß Baum                                 |
| Landgemeinden | Ostpreußen  | Gleich                                                     | Gutsbesitzer in Prökuls                                   |
| Landgemeinden | Ostpreußen  | Karl August Greger                                         | Gutsbesitzer in Nassental                                 |
| Landgemeinden | Ostpreußen  | Martin Grunwald                                            | Landgeschworener in Schafsberg                            |
| Landgemeinden | Ostpreußen  | Moritz Hasenwinkel                                         | Gutsbesitzer auf Gut Faulbruch                            |
| Landgemeinden | Ostpreußen  | Martin Meyhoeffer                                          | Gutsbesitzer in Schakummen                                |
| Landgemeinden | Ostpreußen  | Riebold                                                    | Gutsbesitzer in Kanitzken                                 |
| Landgemeinden | Ostpreußen  | Sacksen                                                    | Landschaftsrat in Karschau                                |
| Landgemeinden | Ostpreußen  | Schickert                                                  | Amtmann in Willenberg                                     |
| Landgemeinden | Ostpreußen  | Schumann                                                   | Gutsbesitzer in Rataywalla                                |
| Landgemeinden | Ostpreußen  | Thiel                                                      | Rittergutsbesitzer in Neumühl                             |
| Ritterschaft  | Westpreußen | du Bois                                                    | Rittergutsbesitzer zu Luckoczin                           |
| Ritterschaft  | Westpreußen | Theodor von Donimierski                                    | Landschaftsdeputierter in Buchwalde                       |
| Ritterschaft  | Westpreußen | Adolph von Gordon                                          | Landschaftsdeputierter in Laskowitz                       |
| Ritterschaft  | Westpreußen | Hoof                                                       | Rittergutsbesitzer zu Rondsen                             |
| Ritterschaft  | Westpreußen | Carl Ignatz Josef von Kalckstein                           | Rittergutsbesitzer zu Pluskowentz                         |
| Ritterschaft  | Westpreußen | von Kossowski                                              | Rittergutsbesitzer zu Gajewo                              |
| Ritterschaft  | Westpreußen | Ludwig von Platen                                          | Landrat in Tillau                                         |
| Ritterschaft  | Westpreußen | Stadtmiller                                                | Gutsbesitzer zu Jakobkau                                  |
| Ritterschaft  | Westpreußen | Wehr                                                       | Rittergutsbesitzer auf Kensau                             |
| Ritterschaft  | Westpreußen | Wilhelm von Zychlinski                                     | Landrat und Rittergutsbesitzer auf Stranz                 |
| Ritterschaft  | Westpreußen | Graf von der Groeben                                       | Rittergutsbesitzer zu Ponarien                            |
| Ritterschaft  | Westpreußen | von Joeden                                                 | Rittergutsbesitzer zu Grumsdorf                           |
| Ritterschaft  | Westpreußen | Selle                                                      | Rittergutsbesitzer zu Zigahn                              |
| Ritterschaft  | Westpreußen | von Rautenberg                                             | Rittergutsbesitzer in Klinski                             |
| Ritterschaft  | Westpreußen | Karl Pohl                                                  | Rittergutsbesitzer in Senslau                             |
| Ritterschaft  | Westpreußen | Hering                                                     | Rittergutsbesitzer in Wischau                             |
| Ritterschaft  | Westpreußen | Karl Ludwig Otto von Lenski                                | Landrat zu Statzen                                        |
| Städte        | Westpreußen | Heinrich Burghart Abegg                                    | Ältester der Kaufmannschaft und Kommerzienrat in Danzig   |
| Städte        | Westpreußen | Dahlström                                                  | Ratsmann in Preußisch Friedland                           |
| Städte        | Westpreußen | Friedrich Ferdinand Denk                                   | Bürgermeister in Loebau                                   |
| Städte        | Westpreußen | Carl Ferdinand Pannenberg                                  | Kommerzienrat Danzig                                      |
| Städte        | Westpreußen | Ernst Gadegast                                             | Bürgermeister in Culm                                     |
| Städte        | Westpreußen | Ignatz Grunau                                              | Kommerzienrat in Elbing                                   |
| Städte        | Westpreußen | Friedrich Wilhelm Jebens                                   | Kaufmann in Danzig                                        |
| Städte        | Westpreußen | Jakob van Riesen                                           | Kaufmann in Elbing                                        |
| Städte        | Westpreußen | Kaun                                                       | Bürgermeister in Culmsee                                  |
| Städte        | Westpreußen | Plagemann                                                  | Stadtverordneter in Marienburg                            |
| Städte        | Westpreußen | Roepel                                                     | Kreisrichter in Konitz                                    |
| Städte        | Westpreußen | Gustav Weese                                               | Kaufmann in Thorn                                         |
| Städte        | Westpreußen | Weise                                                      | Kaufmann in Graudenz                                      |
| Städte        | Westpreußen | Rehefeldt                                                  | Apotheker zu Pr. Stargard                                 |
| Landgemeinden | Westpreußen | Feldt                                                      | Gutsbesitzer in Lonschnick                                |
| Landgemeinden | Westpreußen | Hannemann                                                  | Gutsbesitzer in Mausdorf                                  |
| Landgemeinden | Westpreußen | Hein                                                       | Kommerau                                                  |
| Landgemeinden | Westpreußen | Minckley                                                   | Gutsbesitzer in Eichwalde                                 |
| Landgemeinden | Westpreußen | Franz Schönlein                                            | Reckau                                                    |
| Landgemeinden | Westpreußen | Timm                                                       | Gutsbesitzer in Blankwitz                                 |
| Landgemeinden | Westpreußen | Wessel                                                     | Gutsbesitzer in Stüblau                                   |
| Landgemeinden | Westpreußen | Will                                                       | Gutsbesitzer zu Klutznitz                                 |

## Provinz Brandenburg
| Kurie                                 | Wahlbezirk                  | Abgeordneter                                                                   | Anmerkung                                                                               |
| Stand der Prälaten, Grafen und Herren | Domkapitel Brandenburg      | Kammerherr Gustav Erdmann Camillus von Brandt                                  |                                                                                         |
| Stand der Prälaten, Grafen und Herren | Solms-Baruth                | Graf Friedrich zu Solms-Baruth                                                 | Stellvertretender Provinziallandtagsmarschall                                           |
| Stand der Prälaten, Grafen und Herren | Herrschaft Sonnenwalde      | Graf Wilhelm zu Solms-Sonnenwalde                                              |                                                                                         |
| Stand der Prälaten, Grafen und Herren | Herrschaft Pförten          | Graf Friedrich August von Brühl                                                | Pförten                                                                                 |
| Stand der Prälaten, Grafen und Herren | Standesherrschaft Drehna    | Graf Otto zu Lynar                                                             | Lübbenau                                                                                |
| Stand der Prälaten, Grafen und Herren | Standesherrschaft Straupitz | Graf Heinrich von Houwald                                                      | Straupitz                                                                               |
| Stand der Prälaten, Grafen und Herren | Standesherrschaft Amtitz    | Ludwig (Ferdinand Karl Erdmann Alexander Deodatus) Prinz zu Schönaich-Carolath | Amtitz                                                                                  |
| Stand der Prälaten, Grafen und Herren | Majorat Neuhardenberg       | Graf Curt von Hardenberg-Reventlow                                             | Neu Hardenberg                                                                          |
| Stand der Prälaten, Grafen und Herren | Majorat Boitzenburg         | Adolf Heinrich von Arnim-Boitzenburg                                           | Boitzenburg                                                                             |
| Stand der Prälaten, Grafen und Herren | Majorat Gölsdorf            | Graf Friedrich Wilhelm von Reden                                               | Goeroldsdorf                                                                            |
| Ritterschaft                          | Luckenwalde                 | Adolf von Rochow                                                               | Oberstleutnant a. D., Provinziallandtagsmarschall und Hofmarschall, Stülpe              |
| Ritterschaft                          | Altmark                     | Wilhelm von der Schulenburg                                                    | Landrat, Salzwedel                                                                      |
| Ritterschaft                          | Altmark                     | Friedrich Ludwig Karl von Knoblauch                                            | Landrat a. D. Osterholz                                                                 |
| Ritterschaft                          |                             | von Werbeck                                                                    | Regierungsrat zu Berlin                                                                 |
| Ritterschaft                          | Altmark                     | Wilhelm von Bismarck-Briest                                                    | Deichhauptmann                                                                          |
| Ritterschaft                          | Prignitz                    | Julius Hermann von Rohr                                                        | Haupt-Ritterschafts- und Landarmen-Direktor, Berlin                                     |
| Ritterschaft                          | Prignitz                    | Carl von Jena                                                                  | Kammerherr, Nettelbeck                                                                  |
| Ritterschaft                          | Westhavelland               | Albert von Katte                                                               | Ritterschaftsrat und Kreisdeputierter, Roskow                                           |
| Ritterschaft                          | Osthavelland                | Friedrich Baron Digeon von Monteton                                            | Haupt-Ritterschaftsdirektor, Regierungs- und Landesökonomierat, Berlin                  |
| Ritterschaft                          | Ruppin                      | Friedrich Wilhelm von Schenkendorf                                             | Major a. D., Landrat, Wulkow                                                            |
| Ritterschaft                          | Oberbarnim                  | Albert von Bredow                                                              | Kreisdeputierter und Ritterschaftsrat, Wölsickendorf                                    |
| Ritterschaft                          | Niederbarnim                | K. A. von Veltheim                                                             | Major a. D. und Kreisdeputierter, Schönflies                                            |
| Ritterschaft                          | Lebus                       | Ludwig von Massow                                                              | Wirklicher Geheimer Rat, Berlin                                                         |
| Ritterschaft                          | Teltow                      | Eduard von Haeseler                                                            | Ritterschaftsrat und Kreisdeputierter, Blankenfelde                                     |
| Ritterschaft                          | Zauche                      | Friedrich von Brucken gen. Baron von Fock                                      | Oberregierungsrat, Potsdam                                                              |
| Ritterschaft                          | Beeskow-Storkow             | Eduard von Löschebrand                                                         | Landrat, Beeskow                                                                        |
| Ritterschaft                          | Jüterbog                    | August Werner von Meding                                                       | Oberpräsident, Potsdam                                                                  |
| Ritterschaft                          | Belzig                      | Ludwig Heinrich Wilhelm von Oppen                                              | Fredersdorf                                                                             |
| Ritterschaft                          | Uckermark                   | Otto Friedrich Carl Arnim                                                      | Oberstleutnant a. D. und Kreisdeputierter, Criewen                                      |
| Ritterschaft                          | Uckermark                   | August von Winterfeldt                                                         | Kammergerichtsrat, Menkin                                                               |
| Ritterschaft                          |                             | Ludwig Bredow                                                                  | Kreis-Justizrat, Dramburg                                                               |
| Ritterschaft                          |                             | Adolf von Brand                                                                | Königlicher Kammerherr, Lauchstedt                                                      |
| Ritterschaft                          |                             | Gustav Adolf Wilhelm                                                           | Ritterschaftsrat, Falkenwalde                                                           |
| Ritterschaft                          |                             | Eduard von Waldow und Reitzenstein                                             | Leutnant a. D., Reizenstein                                                             |
| Ritterschaft                          |                             | Julius von Mandel                                                              | Kreisdeputierter und Landesältester, Wallmersdorf                                       |
| Ritterschaft                          |                             | von Scholten                                                                   | Rittergutsbesitzer, Plau                                                                |
| Ritterschaft                          |                             | Julius Eduard von Poncet                                                       | Landrat zu Spremberg                                                                    |
| Ritterschaft                          |                             | Bernhard von Patow                                                             | Landsyndikus des Markgrafentums Niederlausitz, Geheimer Rat zu Lübben                   |
| Ritterschaft                          |                             | Robert von Patow                                                               | Wirklicher Geheimer Legationsrat                                                        |
| Ritterschaft                          |                             | Otto Theodor von Manteuffel                                                    | Wirklicher Geheimer Oberregierungsrat und Direktor des Ministeriums des Inneren, Berlin |
| Ritterschaft                          |                             | Friedrich Heinrich Sigismund Gustav von Carlsburg                              | Regierungsrat und Landrat, Schönaich                                                    |
| Städte                                |                             | Carl Eduard Moewes                                                             | Stadtsyndikus und Kammergerichtsassessor, Berlin                                        |
| Städte                                |                             | Schauss                                                                        | Kaufmann, Berlin                                                                        |
| Städte                                |                             | Carl Friedrich Wilhelm Knoblauch                                               | Geheimer Finanzrat und Kaufmann, Stadtältester, Berlin                                  |
| Städte                                |                             | Hammer                                                                         | Kaufmann und Stadtrat, Brandenburg                                                      |
| Städte                                |                             | Gericke                                                                        | Ökonom und Stadtverordneter, Perleberg                                                  |
| Städte                                |                             | Linau                                                                          | Kaufmann und Stadtrat, Frankfurt (Oder)                                                 |
| Städte                                |                             | Wilhelm Grabow                                                                 | Kriminalrat und Oberbürgermeister zu Prenzlau                                           |
| Städte                                |                             | Beuster                                                                        | Brauereigentümer, Neu-Ruppin                                                            |
| Städte                                |                             | Lohse                                                                          | Apotheker, Gardelegen                                                                   |
| Städte                                |                             | Ferdinand Stämmler                                                             | Bürgermeister, Wilsnack                                                                 |
| Städte                                |                             | Dr. Eduard Zimmermann                                                          | Bürgermeister, Spandau                                                                  |
| Städte                                |                             | Waldmann                                                                       | Ratsherr, Königsberg i.d.N.                                                             |
| Städte                                |                             | Zimmermann                                                                     | Bürgermeister, Friedeberg                                                               |
| Städte                                |                             | Hübler                                                                         | Ratsherr, Cottbus                                                                       |
| Städte                                |                             | Carl Anwandter                                                                 | Apotheker, Calau                                                                        |
| Städte                                |                             | Johann Wilhelm Neumann                                                         | Bürgermeister, Lübben                                                                   |
| Städte                                |                             | Ferdinand August Offermann                                                     | Fabrikbesitzer, Sorau                                                                   |
| Städte                                |                             | Johann Friedrich Karl Winzler                                                  | Kaufmann, Lübbenau                                                                      |
| Städte                                |                             | Ludwig von Jacobs                                                              | Stadtrat, Potsdam                                                                       |
| Städte                                |                             | Kleinloff                                                                      | Kaufmann, Salzwedel                                                                     |
| Städte                                |                             | Gustav Leist                                                                   | Hauptmann a. D., Wriezen                                                                |
| Städte                                |                             | Dr. Constantin August Schmidt                                                  | Kreis-Physikus, Zossen                                                                  |
| Städte                                |                             | Grantze                                                                        | Kämmerer, Soldin                                                                        |
| Landgemeinden                         |                             | Sültmann                                                                       | Schulze, Mellin                                                                         |
| Landgemeinden                         |                             |                                                                                | Die Einträge 24 bis 28 sind in der Quelle leider unlesbar                               |
| Landgemeinden                         |                             | Krohn                                                                          | Gutsbesitzer, Werben                                                                    |
| Landgemeinden                         |                             | Röseler                                                                        | Freigutsbesitzer, Niederfinow                                                           |
| Landgemeinden                         |                             | Böning                                                                         | Lehnschulze, Schwechenwalde                                                             |
| Landgemeinden                         |                             | Berein                                                                         | Erbzinsgutsbesitzer, Louisenruh                                                         |
| Landgemeinden                         |                             | Dolz                                                                           | Kruggutsbesitzer, Klein-Beuche                                                          |
| Landgemeinden                         |                             | Müller                                                                         | Gerichtsschulze, Droskau                                                                |

## Provinz Pommern
| Kurie                                | Wahlbezirk                                                                                    | Abgeordneter                              | Anmerkung                                                                   |
| ------------------------------------ | --------------------------------------------------------------------------------------------- | ----------------------------------------- | --------------------------------------------------------------------------- |
| Stand der Fürsten, Grafen und Herren | Virilstimme                                                                                   | Wilhelm Malte I., Fürst zu Putbus         | Erblandmarschall und Generalgouverneur von Neuvorpommern                    |
| Ritterschaft                         | Kreis Greifswald                                                                              | Theodor Graf von von Bismarck-Bohlen      | Oberst a. D. und Rittergutsbesitzer, Carlsburg. Provinziallandtagsmarschall |
| Ritterschaft                         | Kreis Rügen                                                                                   | Otto von Dycke                            | Regierungsrat a. D. Losentitz                                               |
| Ritterschaft                         | Kreis Franzburg                                                                               | August von Gadow                          | Kammerherr, Drechow                                                         |
| Ritterschaft                         | Kreis Grimmen                                                                                 | Gustav von Hagenow                        | Rittergutsbesitzer auf Langenfelde                                          |
| Ritterschaft                         | Kreis Demmin                                                                                  | Woldemar von Heyden                       | Rittergutsbesitzer, Cartlow                                                 |
| Ritterschaft                         | Kreis Randow                                                                                  | A. von Puttkamer                          | Landrat, Stettin                                                            |
| Ritterschaft                         | Kreis Cammin                                                                                  | C. W. F. von Flemming                     | Kreisdeputierter und Rittergutsbesitzer, Basenthin                          |
| Ritterschaft                         | Kreis Naugard                                                                                 | Bernhard von Bismarck                     | Landrat und Rittergutsbesitzer, Jarchlin                                    |
| Ritterschaft                         | Kreis Regenwalde: ehemaliger Borckescher Kreis                                                | von Hagen                                 | Landschaftsrat, Premslaff                                                   |
| Ritterschaft                         | Kreis Regenwalde: ehemaliger Ostenscher Kreis                                                 | Georg August Adolf Heinrich von der Osten | Landrat, Witzmitz                                                           |
| Ritterschaft                         | Kreis Saatzig                                                                                 | Asch                                      | Kreisdeputierter und Rittmeister a. D., Müggenhagen                         |
| Ritterschaft                         | Kreis Greifenberg                                                                             | Heinrich von der Marwitz                  | Landrat und Landschaftsdirektor, Greifenberg                                |
| Ritterschaft                         | Kreis Greifenberg                                                                             | Adolf von Thadden-Trieglaff               | Premier-Leutnant a. D., Trieglaff                                           |
| Ritterschaft                         | Kreis Belgard                                                                                 | Bauck                                     | Rittergutsbesitzer, Klein Poplow                                            |
| Ritterschaft                         | Kreis Rummelsburg                                                                             | Georg von Puttkamer                       | Rittergutsbesitzer, Treblin                                                 |
| Ritterschaft                         | Kreis Lauenburg-Bütow                                                                         | von Weiher                                | Landschaftsrat, Vietzig                                                     |
| Ritterschaft                         | Kreis Schlawe                                                                                 | Anton von Kleist                          | Landrat, Nemitz                                                             |
| Ritterschaft                         | Kreis Stolp                                                                                   | Hans Hugo Erdmann von Gottberg            | Rittergutsbesitzer, Mahnwitz                                                |
| Ritterschaft                         | Kreis Fürstenthum                                                                             | Wilhelm von Hellermann                    | Assessor zu Cartzin bei Cöslin                                              |
| Ritterschaft                         | Kreis Pyritz                                                                                  | Eduard von Bonin                          | Rittergutsbesitzer, Schönwerder                                             |
| Ritterschaft                         | Kreis Neustettin                                                                              | Theodor von Bonin                         | Landrat, Wulflatzke                                                         |
| Ritterschaft                         | Kreis Greifenhagen                                                                            | Johann Ludwig Coste                       | Rittergutsbesitzer, Brusenfelde                                             |
| Ritterschaft                         | Kreis Usedom-Wollin                                                                           | Karl Rodbertus                            | Generallandschaftsrat, Jagetzow                                             |
| Städte                               | Grimmen, Tribsees, Damgarten, Richtenberg, Franzburg, Gützkow, Bergen, Garz                   | Friedrich Wilhelm Ockel                   | Bürgermeister, Tribsees                                                     |
| Städte                               | Anklam                                                                                        | Arndt                                     | Ratsmaurermeister Anklam                                                    |
| Städte                               | Demmin, Treptow an der Tollense, Jarmen, Swinemünde, Neuwarp, Usedom, Wollin                  | Jahnke                                    | Kaufmann und Ratsherr, Swinemünde                                           |
| Städte                               | Pasewalk, Gartz, Ueckermünde, Pölitz, Penkun, Damm                                            | J. Chr. Fr. Petschow                      | Kaufmann und Ratsmann Ueckermünde                                           |
| Städte                               | Stargard                                                                                      | J. D. F. Kuß oder Kuss                    | Partikulier und unbesoldeter Ratsherr, Stargard                             |
| Städte                               | Colberg                                                                                       | Kuschke                                   | Bürgermeister, Colberg                                                      |
| Städte                               | Labes, Cammin, Daber, Massow, Naugard, Plathe, Regenwalde, Wangerin, Gollnow                  | E. H. Th. Stägemann                       | Bürgermeister, Wangerin                                                     |
| Städte                               | Cöslin, Cörlin, Belgard, Polzin, Tempelburg, Neustettin, Bublitz                              | C. Th. Wilm                               | Apotheker, Belgard                                                          |
| Städte                               | Stolp                                                                                         | J. Fr. Grunau                             | Kommerzienrat, Stolp                                                        |
| Städte                               | Treptow an der Rega, Greifenberg                                                              | Kuschke                                   | Stadtsyndikus, Treptow a. R.                                                |
| Städte                               | Greifenhagen, Bahn, Fiddichow, Pyritz, Zachan, Jacobshagen, Freienwalde                       | Krüger                                    | Kaufmann, Greifenhagen                                                      |
| Städte                               | Rügenwalde, Schlawe, Pollnow, Zanow, Lauenburg, Leba, Bütow, Rummelsburg, Bärwalde, Ratzebuhr | Denzien                                   | Kaufmann und Mühlenbesitzer, Lauenburg                                      |
| Städte                               | Stralsund                                                                                     | Carl Georg Schwing                        | Bürgermeister, Stralsund                                                    |
| Städte                               | Greifswald                                                                                    | Daniel Joachim Christian Teßmann          | Doktor und Senator, Greifswald                                              |
| Städte                               | Stettin                                                                                       | Franz Hessenland                          | Stadtverordnetenvorsteher, Stettin                                          |
| Städte                               | Wolgast, Barth, Loitz, Lassan                                                                 | C. Dankwart                               | Bürgermeister, Loitz                                                        |
| Landgemeinden                        | Kreis Franzburg, Kreis Grimmen                                                                | L. A. Scheven                             | Gutsbesitzer, Schönhoff                                                     |
| Landgemeinden                        | Kreis Randow, Kreis Ueckermünde                                                               | J. H. B. Michaelis                        | Gutsbesitzer, Rochow                                                        |
| Landgemeinden                        | Kreis Anklam, Kreis Demmin, Kreis Usedom-Wollin                                               | C. J. Lemke                               | Schulze und Bauer, Medow                                                    |
| Landgemeinden                        | Kreis Greifenhagen, Kreis Pyritz, Kreis Saatzig                                               | C. Kundler                                | Freischulze, Woltersdorf                                                    |
| Landgemeinden                        | Kreis Cammin, Kreis Greifenberg, Kreis Regenwalde, Kreis Naugard                              | A. von Schmidt                            | Erbpächter, Schellin                                                        |
| Landgemeinden                        | Kreis Belgard, Kreis Fürstenthum, Kreis Neustettin                                            | Chr. Behling                              | Schulze, Pancknin                                                           |
| Landgemeinden                        | Kreis Stolp, Kreis Schlawe, Kreis Rummelsburg, Kreis Lauenburg-Bütow                          | Fr. Müller                                | Freischulze, Masselwitz                                                     |

## Provinz Schlesien
| Kurie                                 | Wahlbezirk                                                            | Abgeordneter                                              | Anmerkung                                                                                  |
| ------------------------------------- | --------------------------------------------------------------------- | --------------------------------------------------------- | ------------------------------------------------------------------------------------------ |
| Stand der Prälaten, Grafen und Herren | Wilhelm Herzog von Braunschweig-Oels als Fürst zu Oels                | von Keltsch                                               | Kammerdirektor, Oels                                                                       |
| Stand der Prälaten, Grafen und Herren | Alois II. Fürst von Liechtenstein als Fürst zu Troppau und Jägersdorf | Graf von Zieten                                           | Geheimer Regierungsrat, Breslau                                                            |
| Stand der Prälaten, Grafen und Herren | Herzogin Pauline von Sagan                                            | Pauline von Sagan                                         |                                                                                            |
| Stand der Prälaten, Grafen und Herren | Fürst von Hatzfeld                                                    | Graf Alexander von Sierstorpff                            | auf Guhlau                                                                                 |
| Stand der Prälaten, Grafen und Herren |                                                                       | Victor I. Herzog von Ratibor                              | Herzog von Ratibor, Prinz zu Hohenlohe-Waldenburg-Schillingsfürst, Fürst zu Corvey, Corvey |
| Stand der Prälaten, Grafen und Herren |                                                                       | Hans Heinrich X. Fürst von Pless                          |                                                                                            |
| Stand der Prälaten, Grafen und Herren |                                                                       | Graf Carl Lazarus Henckel von Donnersmarck                | Ober-Beuthen                                                                               |
| Stand der Prälaten, Grafen und Herren |                                                                       | Calixt Biron von Curland                                  | Polnisch Wartenberg                                                                        |
| Stand der Prälaten, Grafen und Herren |                                                                       | Graf August von Maltzan                                   | Militsch                                                                                   |
| Stand der Prälaten, Grafen und Herren |                                                                       | Graf Eduard von Reichenbach                               | Goschütz                                                                                   |
| Stand der Prälaten, Grafen und Herren |                                                                       | Prinz Friedrich der Niederlande                           | Haag (Muskau)                                                                              |
| Stand der Prälaten, Grafen und Herren |                                                                       | Graf Leopold von Schaffgotsch                             | Kynast bei Warmbrunn                                                                       |
| Stand der Prälaten, Grafen und Herren |                                                                       | Herzog Eugen von Württemberg                              | Carlsruhe in Schlesien                                                                     |
| Stand der Prälaten, Grafen und Herren |                                                                       | Adolf zu Hohenlohe-Ingelfingen                            | Koschentin                                                                                 |
| Stand der Prälaten, Grafen und Herren |                                                                       | Graf Ferdinand von Stolberg-Wernigerode                   | Peterswaldau                                                                               |
| Stand der Prälaten, Grafen und Herren |                                                                       | Fürst Felix von Lichnowsky                                | Schloss Krzyzanowitz bei Ratibor                                                           |
| Stand der Prälaten, Grafen und Herren |                                                                       | Graf Erdmann Karl Gottlob von Sandretzky und Sandraschütz | Langenbielau                                                                               |
| Stand der Prälaten, Grafen und Herren |                                                                       | Graf Eduard von Oppersdorff                               | Ober-Glogau                                                                                |
| Stand der Prälaten, Grafen und Herren |                                                                       | Graf Michael Joseph von Althan                            | Mittelwalde                                                                                |
| Stand der Prälaten, Grafen und Herren |                                                                       | Graf Hans David Ludwig Yorck von Wartenburg               | Klein-Oels                                                                                 |
| Stand der Prälaten, Grafen und Herren |                                                                       | Graf Conrad von Dyhrn                                     | Resewitz                                                                                   |
| Stand der Prälaten, Grafen und Herren |                                                                       | Graf Friedrich Hermann Nicolaus von Burghaus              | Laasan                                                                                     |
| Ritterschaft                          |                                                                       | Prinz Adolf zu Hohenlohe                                  | Koschenthin, Provinziallandtagsmarschall                                                   |
| Ritterschaft                          |                                                                       | Graf Albrecht Eduard von Loeben                           | Landesältester, auf Nieder-Rudelsdorf, stellv. Provinziallandtagsmarschall                 |
| Ritterschaft                          |                                                                       | Gustav von Kessel                                         | Kreisdeputierter und Landesältester, auf Zeisdorf                                          |
| Ritterschaft                          |                                                                       | Gustav Robert Neumann                                     | Rittergutsbesitzer, auf Sprottischdorf                                                     |
| Ritterschaft                          |                                                                       | Paul Matthis                                              | Kreisdeputierter auf Druse                                                                 |
| Ritterschaft                          |                                                                       | Baron von Rothkirch-Trach                                 | Oberlandesgerichtsrat auf Bärsdorf                                                         |
| Ritterschaft                          |                                                                       | von Wille                                                 | Landesältester, auf Hochkirch                                                              |
| Ritterschaft                          |                                                                       | Graf Friedrich von Frankenberg                            | Landrat, auf Warthau                                                                       |
| Ritterschaft                          |                                                                       | Carl von Mutius                                           | Rittmeister und Landesältester, auf Börnchen                                               |
| Ritterschaft                          |                                                                       | Freiherr Wilhelm von Zedlitz-Neukirch                     | Königlicher Oberstleutnant und Landschaftsdirektor, auf Tiefhartmannsdorf                  |
| Ritterschaft                          |                                                                       | Baron von Tschammer und Osten                             | Landesältester, auf Dromsdorf                                                              |
| Ritterschaft                          |                                                                       | Karl Wilhelm Aemilius Steinbeck                           | Geheimer Oberbergrat, auf Muhrau                                                           |
| Ritterschaft                          |                                                                       | Baron Hermann von Gaffron                                 | Königlicher Kreditinstitutsdirektor, auf Kunern                                            |
| Ritterschaft                          |                                                                       | Graf Hans von Strachwitz                                  | Landrat und Landschaftsdirektor, auf Peterwitz                                             |
| Ritterschaft                          |                                                                       | Graf Gustav von Saurma-Jeltsch                            | Rittergutsbesitzer, auf Jeltsch                                                            |
| Ritterschaft                          |                                                                       | Otto Karl Georg von Raven                                 | Rittergutsbesitzer, auf Postelwitz                                                         |
| Ritterschaft                          |                                                                       | Baron Karl von Diebitsch                                  | Landesältester, auf Groß-Wiersewitz                                                        |
| Ritterschaft                          |                                                                       | Graf Pückler von Groeditz                                 | Generallandschaftsrepräsentant, auf Rogau                                                  |
| Ritterschaft                          |                                                                       | Graf Andreas von Renard                                   | Königlicher wirklicher geheimer Rat, auf Groß-Strehlitz                                    |
| Ritterschaft                          |                                                                       | Erdmann von Gilgenheimb                                   | Königlicher Kammerherr und Landschaftsdirektor, auf Franzdorf                              |
| Ritterschaft                          |                                                                       | Graf Johann Adrian Joseph von Hoverden                    | Königlicher Kammerherr, auf Herzogswaldau                                                  |
| Ritterschaft                          |                                                                       | Rudolf von Uechtritz                                      | Landrat, auf Nieder-Heidersdorf                                                            |
| Ritterschaft                          |                                                                       | Friedrich Leopold von Ohnesorge                           | Landrat und Landschaftsdirektor, auf Bremenhayn                                            |
| Ritterschaft                          |                                                                       | Fürst Heinrich LXXIV. Reuß zu Köstritz                    | Rittergutsbesitzer, auf Jaenkendorf                                                        |
| Ritterschaft                          |                                                                       | Baron Moritz von Bissing                                  | Kammerherr, zu Bellmannsdorf                                                               |
| Ritterschaft                          |                                                                       | Wilhelm von Zedlitz-Neukirch                              | Oberregierungsrat, zu Liegnitz                                                             |
| Ritterschaft                          |                                                                       | Franz von Maubeuge                                        | Landrat zu Deutsch-Wette                                                                   |
| Ritterschaft                          |                                                                       | Heinrich Moritz von Eichborn                              | zu Güttmannsdorf                                                                           |
| Ritterschaft                          |                                                                       | von Zawatzki                                              | Landesältester und Rittergutsbesitzer zu Groß Strehlitz                                    |
| Ritterschaft                          |                                                                       | Hellmuth von Rieben                                       | Major zu Wohlau                                                                            |
| Ritterschaft                          |                                                                       | Graf von Stolberg-Stolberg                                | zu Golschwitz                                                                              |
| Städte                                |                                                                       | Johann Gottfried Tschocke                                 | Maurermeister, Breslau                                                                     |
| Städte                                |                                                                       | Karl August Milde                                         | Kaufmann, Breslau                                                                          |
| Städte                                |                                                                       | Siebig                                                    | Holzhändler, Breslau                                                                       |
| Städte                                |                                                                       | Werner                                                    | Apotheker, Brieg                                                                           |
| Städte                                |                                                                       | Germershausen                                             | Kaufmann, Glogau                                                                           |
| Städte                                |                                                                       | Friedrich Förster                                         | Kommerzienrat, Grünberg                                                                    |
| Städte                                |                                                                       | Bornemann                                                 | Medizinal-Assessor und Ratsherr, Liegnitz                                                  |
| Städte                                |                                                                       | Karker                                                    | Kaufmann, Neisse                                                                           |
| Städte                                |                                                                       | Heinrich Sommerbrodt                                      | Apotheker, Schweidnitz                                                                     |
| Städte                                |                                                                       | Wilhelm Tausewald                                         | Kaufmann, Glaz                                                                             |
| Städte                                |                                                                       | Conrad Ungerer                                            | Porzellanfabrikant, Hirschberg                                                             |
| Städte                                |                                                                       | Richter                                                   | Bürgermeister, Jauer                                                                       |
| Städte                                |                                                                       | Schön                                                     | Leutnant a. D., Bunzlau                                                                    |
| Städte                                |                                                                       | Richter                                                   | Kaufmann und Kämmerer, Oppeln                                                              |
| Städte                                |                                                                       | Pape                                                      | Stadtrat, Görlitz                                                                          |
| Städte                                |                                                                       | Prüfer                                                    | Ratsherr, Görlitz                                                                          |
| Städte                                |                                                                       | Neitsch                                                   | Stadtsyndikus, Lauban                                                                      |
| Städte                                |                                                                       | Samuel Ferdinand Facilides                                | Bürgermeister, Neusalz                                                                     |
| Städte                                |                                                                       | Scholz                                                    | Kämmerer, Hainau                                                                           |
| Städte                                |                                                                       | Wiggert                                                   | Kaufmann, Greifenberg                                                                      |
| Städte                                |                                                                       | Hayn                                                      | Kaufmann, Waldenburg                                                                       |
| Städte                                |                                                                       | Gustav Dittrich                                           | Bürgermeister, Reinerz                                                                     |
| Städte                                |                                                                       | Bauch                                                     | Bürgermeister, Herrenstadt                                                                 |
| Städte                                |                                                                       | Döring                                                    | Kaufmann, Oels                                                                             |
| Städte                                |                                                                       | Lehmann                                                   | Apotheker, Creutzburg                                                                      |
| Städte                                |                                                                       | Fritze                                                    | Apotheker, Rybnick                                                                         |
| Städte                                |                                                                       | Engau                                                     | Bürgermeister, Wittichenau                                                                 |
| Landgemeinden                         |                                                                       | Krause                                                    | Gerichtsscholz, Wachsdorf                                                                  |
| Landgemeinden                         |                                                                       | Röhricht                                                  | Gerichtsscholz, Leisersdorf                                                                |
| Landgemeinden                         |                                                                       | Johann Samuel Thomas                                      | Erb- und Gerichtsscholz, Groß-Laeswitz                                                     |
| Landgemeinden                         |                                                                       | Meyer                                                     | Erbschulz, Klein-Helmsdorf                                                                 |
| Landgemeinden                         |                                                                       | Karl Göllner                                              | Erbscholteibesitzer, Seifrodau                                                             |
| Landgemeinden                         |                                                                       | Berndt                                                    | Erb- und Gerichtsscholz, Gallenau                                                          |
| Landgemeinden                         |                                                                       | Bleyer                                                    | Erbscholteibesitzer, Domslau                                                               |
| Landgemeinden                         |                                                                       | Scupin                                                    | Freigutsbesitzer, Groß-Ellguth                                                             |
| Landgemeinden                         |                                                                       | Cochlovius                                                | Erbscholteibesitzer, Kotschanowitz                                                         |
| Landgemeinden                         |                                                                       | Hein                                                      | Erbscholteibesitzer, Koernitz                                                              |
| Landgemeinden                         |                                                                       | Anton Leopold Allnoch                                     | Erbscholteibesitzer, Beigwitz                                                              |
| Landgemeinden                         |                                                                       | Protze                                                    | Erblehnrichter, Nieder Seiffersdorf                                                        |
| Landgemeinden                         |                                                                       | Neumann                                                   | Kreisrichter, Sohr-Neuendorf                                                               |
| Landgemeinden                         |                                                                       | Seydel                                                    | Kreisrichter, Groß Bargen                                                                  |
| Landgemeinden                         |                                                                       | Naeve                                                     | Gerichtsschulz, Grüningen                                                                  |
| Landgemeinden                         |                                                                       | Joseph Lindner                                            | Bürgermeister, Ober-Glogau                                                                 |

## Provinz Posen
| Kurie                                 | Wahlbezirk                                | Abgeordneter                           | Anmerkung                                                  |
| ------------------------------------- | ----------------------------------------- | -------------------------------------- | ---------------------------------------------------------- |
| Stand der Prälaten, Grafen und Herren | Fürst Thurn und Taxis                     | Freiherr George von Massenbach         | Bialokosz                                                  |
| Stand der Prälaten, Grafen und Herren |                                           | Fürst August Anton Sułkowski           | Schloss Reisen bei Lissa                                   |
| Stand der Prälaten, Grafen und Herren |                                           | Fürst Wilhelm von Radiziwill           |                                                            |
| Stand der Prälaten, Grafen und Herren |                                           | Graf Athanasius von Raczynski          |                                                            |
| Ritterschaft                          | Kreis Meseritz                            | Freiherr Rudolf Hiller von Gaertringen | Betsche, Provinziallandtagsmarschall                       |
| Ritterschaft                          | Kreis Chodziesen                          | Graf Heliodor von Skorzewski           | Kammerherr, Prochnowo, stellv. Provinziallandtagsmarschall |
| Ritterschaft                          | Kreis Birnbaum                            | von Reiche                             | Rosbisek                                                   |
| Ritterschaft                          | Kreis Buck                                | von Niegolewski                        | ehemaliger polnischer Oberst, Niegolewo                    |
| Ritterschaft                          | Kreis Fraustadt                           | Alexander von Brodowski                | Generallandschaftsdirektor, Geiersdorf                     |
| Ritterschaft                          | Kreis Kosten                              | von Jaraczewski                        | Gluchowo                                                   |
| Ritterschaft                          | Kreis Kosten                              | Eduard von Potworowski                 | Gola                                                       |
| Ritterschaft                          | Kreis Kröben                              | Graf Theodor Mycielski                 | Chocieszewice                                              |
| Ritterschaft                          | Kreis Pleschen                            | Joseph von Kurcewski                   | Generallandschaftsrat, Kowalewo                            |
| Ritterschaft                          | Kreis Posen                               | von Treskow                            | Radojewo                                                   |
| Ritterschaft                          | Kreis Samter                              | Graf Adolf Bninski                     | Provinziallandschaftsrat, Cmachowo                         |
| Ritterschaft                          | Kreis Schrimm                             | Camill von Zakrzewski                  | Generallandschaftsrat, Mszczyczyn                          |
| Ritterschaft                          | Kreis Schroda                             | Ignatz von Skorzewski                  | Rittergutsbesitzer zu Nekla                                |
| Ritterschaft                          | Kreis Moglino                             | Fellmann                               | Jankowo                                                    |
| Ritterschaft                          | Kreis Gnesen                              | August von Miszewski                   | Modliszewo                                                 |
| Ritterschaft                          | Kreis Inowraclaw                          | Dr. Anton von Kraszewski               | Tarkowo                                                    |
| Ritterschaft                          | Kreis Schubin                             | Graf Arnold von Skorzewski             | Lubostrom                                                  |
| Ritterschaft                          | Kreis Wirsitz                             | Küpfer                                 | Legationsrat a. D., Czaycz                                 |
| Ritterschaft                          | Kreis Mongrowiec                          | Pantaleon Schumann                     | Regierungsrat a. D., Kujawski                              |
| Ritterschaft                          | Kreis Wreschen                            | von Taczanowski                        | Rittergutsbesitzer zu Graboszewo                           |
| Ritterschaft                          | Kreis Ostrowo                             | von Riemojewski                        | Rittergutsbesitzer zu Slewnik                              |
| Städte                                |                                           | Appelbaum                              | Kaufmann, Bromberg                                         |
| Städte                                |                                           | Baensch                                | Kaufmann, Lissa                                            |
| Städte                                | Stadt Gnesen                              | Johann Kugler                          | Apotheker, Gnesen                                          |
| Städte                                | Stadt Meseritz                            | Moritz Adolph Heinrich Brown           | Bürgermeister, Meseritz                                    |
| Städte                                | Stadt Rawicz                              | Wilhelm Hausleutner                    | Apotheker, Rawicz                                          |
| Städte                                | Kreise Krotoschin, Adelnau und Schildberg | Joseph Paternowski                     | Bürgermeister, Dobrzyna                                    |
| Städte                                |                                           | Steierowitz                            | Bürgermeister, Exin                                        |
| Städte                                |                                           | Ziolskowski                            | Bürgermeister, Mieścisko                                   |
| Städte                                | Kreise Gnesen, Inowrazlaw und Mogilno     | Carl Urban                             | Kämmerer, Inowraclaw                                       |
| Städte                                |                                           | Friedrich Bielefeld                    | Kommerzienrat, Posen                                       |
| Städte                                |                                           | Radstock                               | Ratsherr, Fraustadt                                        |
| Städte                                |                                           | Sawinski                               | Kaufmann, Kostrzin                                         |
| Städte                                |                                           | Gehbauer                               | Kämmerer, Bojanowo                                         |
| Städte                                |                                           | Ziethen                                | Gastwirt und Ratsherr, Schwerin                            |
| Städte                                |                                           | Cichoszewski                           | Schänker, Grätz                                            |
| Landgemeinden                         | Kreise Adelnau, Krotoschin und Schildberg | Michael Sadomski                       | Grundbesitzer, Lisny                                       |
| Landgemeinden                         |                                           | Stanislaus Przygodzki                  | Freigutsbesitzer, Widziszewo                               |
| Landgemeinden                         |                                           | Jordan                                 | Freigutsbesitzer, Chomecice                                |
| Landgemeinden                         |                                           | Dräger                                 | Ackerwirt, Czmon                                           |
| Landgemeinden                         | Kreise Czarnikau, Chodziesen, Wongrowiec  | Johann Ludwig König                    | Freischulz, Rosko                                          |
| Landgemeinden                         |                                           | Krause                                 | Ackerwirt, Chalupsko                                       |
| Landgemeinden                         |                                           | Peterson                               | Erbpächter, Bromberg                                       |
| Landgemeinden                         |                                           | Blobel                                 | Freigutsbesitzer, Hochwalde                                |

## Provinz Sachsen
| Kurie                                 | Wahlbezirk                                                | Abgeordneter                                           | Anmerkung                                                                       |
| Stand der Prälaten, Grafen und Herren | Dom-Kapitel zu Merseburg                                  | Friedrich von Krosigk                                  |                                                                                 |
| Stand der Prälaten, Grafen und Herren | Dom-Kapitel zu Naumburg                                   | Vollrath von Krosigk                                   |                                                                                 |
| Stand der Prälaten, Grafen und Herren | Virilstimme                                               | Graf Henrich zu Stolberg-Wernigerode                   |                                                                                 |
| Stand der Prälaten, Grafen und Herren | Virilstimme                                               | Josef Christian Ernst Ludwig Graf zu Stolberg-Stolberg |                                                                                 |
| Stand der Prälaten, Grafen und Herren | Virilstimme                                               | Graf August zu Stolberg-Roßla                          |                                                                                 |
| Stand der Prälaten, Grafen und Herren | Besitzer des Amts Walternienburg                          | Herzog Leopold IV. Friedrich von Anhalt-Dessau         | vertreten durch den Grafen Friedrich zu Solms-Rösa                              |
| Stand der Prälaten, Grafen und Herren | Kollektivstimme der Besitzer großer Familienfideikommisse | Ludwig Graf von der Asseburg                           | Vize-Oberjägermeister, Reindorf                                                 |
| Ritterschaft                          |                                                           | Graf Julius von Zech-Burkersroda                       | Landtagsmarschall, Bündorf                                                      |
| Ritterschaft                          |                                                           | Dedo von Krosigk                                       | Erbtruchseß                                                                     |
| Ritterschaft                          |                                                           | Otto von Münchhausen                                   | Landrat aus Cölleda                                                             |
| Ritterschaft                          |                                                           | Garke                                                  | Kreisverordneter                                                                |
| Ritterschaft                          |                                                           | Hans Graf von Helldorff (Wolmirstedt)                  | Kammerherr von Helldorff auf Bebra – Kreis Querfurt                             |
| Ritterschaft                          |                                                           | Heinrich von Helldorff-Bedra                           | Generaldirektor der Land-Feuer-Societät für das Herzogtum Sachsen               |
| Ritterschaft                          |                                                           | Kammerherr Hans Constantin Freiherr von Bodenhausen    | Burgkemnitz                                                                     |
| Ritterschaft                          |                                                           | Moritz von Leipziger                                   | Landrat                                                                         |
| Ritterschaft                          |                                                           | von Stammer                                            | Leutnant a. D. in Camitz                                                        |
| Ritterschaft                          |                                                           | von Wedell                                             | Regierungs- und Forstrat in Magdeburg                                           |
| Ritterschaft                          |                                                           | Ernst von Friesen                                      | Kammerherr Freiherr Ernst von Friesen auf Hammelburg im Mansfelder Gebirgskreis |
| Ritterschaft                          |                                                           | Friedrich Ernst von Hanstein                           | Landrat in Heiligenstadt                                                        |
| Ritterschaft                          |                                                           | von Schierstedt                                        | Kreisdeputierter in Dahlen                                                      |
| Ritterschaft                          |                                                           | Graf August Hippolyt von Gneisenau                     | Major a. D. Sommerschenburg                                                     |
| Ritterschaft                          |                                                           | Graf Alexander von der Asseburg-Neindorf               | Kammerherr zu Neindorf                                                          |
| Ritterschaft                          |                                                           | Gustav von Gustedt                                     | Landrat, Gutsherr auf Dardesheim                                                |
| Ritterschaft                          |                                                           | Graf Moritz von der Schulenburg-Heßler                 | Rittergutsbesitzer zu Vitzenburg                                                |
| Ritterschaft                          |                                                           | Ernst von Bodungen                                     | Rittmeister a. D. zu Heiligenstadt                                              |
| Ritterschaft                          |                                                           | Arthur von Pfannenberg                                 | Landrat                                                                         |
| Ritterschaft                          |                                                           | Gustav von Kleist                                      | Landrat                                                                         |
| Ritterschaft                          |                                                           | Rudolf Johann Heinrich von Byern                       | Rittergutsbesitzer zu Parchen                                                   |
| Ritterschaft                          |                                                           | Bültzingslöwen                                         | Rittergutsbesitzer zu Hainrode                                                  |
| Städte                                |                                                           | Lindner                                                | Magistrats-Assessor und Apotheker, Weissenfels                                  |
| Städte                                |                                                           | Heinrich Schilling                                     | Hüttenbesitzer, Suhl                                                            |
| Städte                                |                                                           | Schier                                                 | Bürgermeister und Justiziar, Freiburg                                           |
| Städte                                |                                                           | Giese                                                  | Kaufmann, Wittenberg                                                            |
| Städte                                |                                                           | Ernst Keferstein                                       | Kaufmann und Fabrikant, Merseburg                                               |
| Städte                                |                                                           | Zeising                                                | Ökonom, Brehna                                                                  |
| Städte                                |                                                           | Karl August Wilhelm Bertram                            | Geheimer Regierungsrat und Oberbürgermeister, Halle                             |
| Städte                                |                                                           | Kersten                                                | Bürgermeister, Hettstedt                                                        |
| Städte                                |                                                           | Karl Theodor Gier                                      | Bürgermeister, Mühlhausen                                                       |
| Städte                                |                                                           | Tölle                                                  | Bürgermeister, Bleicherode                                                      |
| Städte                                |                                                           | Gustav Coqui                                           | Kaufmann, Magdeburg                                                             |
| Städte                                |                                                           | Schneider                                              | Bürgermeister, Schönebeck                                                       |
| Städte                                |                                                           | Schulze                                                | Ziegeleibesitzer, Wanzleben                                                     |
| Städte                                |                                                           | Ludwig Wilhelm Uthemann                                | Kaufmann, Sandau                                                                |
| Städte                                |                                                           | Heyer                                                  | Justiz-Commissarius, Halberstadt                                                |
| Städte                                |                                                           | Gustav Douglas                                         | Bürgermeister, Aschersleben                                                     |
| Städte                                |                                                           | Müller                                                 | Kaufmann, Wegeleben                                                             |
| Städte                                |                                                           | Schwarzbach                                            | Stadtrat, Naumburg                                                              |
| Städte                                |                                                           | Moritz Eckardt                                         | Bürgermeister, Nordhausen (Biografie auf NordhausenWiki)                        |
| Städte                                |                                                           | Weiß                                                   | Kommerzienrat, Langensalza                                                      |
| Städte                                |                                                           | Schacht                                                | Kaufmann, Quedlinburg                                                           |
| Städte                                |                                                           | Kayser                                                 | Kaufmann, Magdeburg                                                             |
| Landgemeinden                         |                                                           | Giesler                                                | Schultheiß, Tröchtelborn                                                        |
| Landgemeinden                         |                                                           | Becker                                                 | Ortsrichter, Pauscha                                                            |
| Landgemeinden                         |                                                           | Schmidt                                                | Ortsschulze, Borgau                                                             |
| Landgemeinden                         |                                                           | Petzold                                                | Gutsbesitzer, Dobian                                                            |
| Landgemeinden                         |                                                           | Eule                                                   | Erblehnrichter, Oehna                                                           |
| Landgemeinden                         |                                                           | Seltmann                                               | Gutsbesitzer, Rodden                                                            |
| Landgemeinden                         |                                                           | Hanisch                                                | Ortsrichter, Arzberg                                                            |
| Landgemeinden                         |                                                           | Dorenberg                                              | Ackergutsbesitzer, Hohnstedt                                                    |
| Landgemeinden                         |                                                           | Vattenroth                                             | Ortsschulze, Klein Bartloff                                                     |
| Landgemeinden                         |                                                           | Lorenz                                                 | Gutsbesitzer, Geismar                                                           |
| Landgemeinden                         |                                                           | Zachau                                                 | Hofbesitzer, Barleben                                                           |
| Landgemeinden                         |                                                           | Mewes                                                  | Ortsschulze, Groß Wulkow                                                        |
| Landgemeinden                         |                                                           | Hartmann                                               | Ortsschulze, Langenstein                                                        |
| Landgemeinden                         |                                                           | Neubauer                                               | Gutsbesitzer, Krosigk                                                           |
| Landgemeinden                         |                                                           | von Schönberg                                          | Gutsbesitzer, Kreipitzsch                                                       |

## Rheinprovinz
| Kurie                                | Abgeordneter                                                       | Anmerkung                                   |
| ------------------------------------ | ------------------------------------------------------------------ | ------------------------------------------- |
| Stand der Fürsten, Grafen und Herren | Fürst Ferdinand zu Solms-Braunfels                                 | Braunfels                                   |
| Stand der Fürsten, Grafen und Herren | Fürst Ludwig zu Solms-Hohensolms-Lich                              | Lich                                        |
| Stand der Fürsten, Grafen und Herren | Fürst Hermann zu Wied                                              | Neuwied                                     |
| Stand der Fürsten, Grafen und Herren | Edmund Graf von Hatzfeld-Wildenburg                                | Wildenburg                                  |
| Stand der Fürsten, Grafen und Herren | Fürst Joseph zu Salm-Reifferscheidt-Dyck                           | Dyk bei Neuss                               |
| Ritterschaft                         | Ludwig zu Solms-Hohensolms-Lich                                    | Provinziallandtagspräsident, Lich           |
| Ritterschaft                         | Graf Franz Egon von Fürstenberg-Stammheim                          | Stammheim                                   |
| Ritterschaft                         | Eberhard von Mylius                                                | Staatsprokurator, Cleve                     |
| Ritterschaft                         | Wilhelm von Schadow                                                | Direktor der Akademie, Düsseldorf           |
| Ritterschaft                         | Freiherr Carl von Nordeck                                          | Hemmerich                                   |
| Ritterschaft                         | Wilhelm von Steffens                                               | Oberforstmeister, Aachen                    |
| Ritterschaft                         | Graf Franz Egon von Hoensbroech                                    | Rittergutsbesitzer, Haus Haag               |
| Ritterschaft                         | Graf Maximilian August von Loë                                     | Wissen                                      |
| Ritterschaft                         | Clemens Wenzelslaus Freier und Edler Herr von und zu Eltz-Rübenach | Wahn                                        |
| Ritterschaft                         | Freiherr Clemens August Waldbott von Bassenheim-Bornheim           | Provinzial-Feuer-Societätsdirektor, Koblenz |
| Ritterschaft                         | Friedrich Joseph Coels von der Brügghen                            | Landrat, Aachen                             |
| Ritterschaft                         | Friedrich Christian Freiherr von Neukirchen gen. von Nyvenheim     | Caldenhausen                                |
| Ritterschaft                         | Peter von Rath                                                     | Lauersdorst                                 |
| Ritterschaft                         | Freiherr Maria Franz Carl Joseph von Wüllenweber                   | Millendonk                                  |
| Ritterschaft                         | Graf Hermann von Hompesch-Rurich                                   | Schloss Rurich                              |
| Ritterschaft                         | Everhard von Hymmen                                                | Geheimer Regierungs- und Landrat, Bonn      |
| Ritterschaft                         | Friedrich von Diergardt                                            | Geheimer Kommerzienrat, Viersen             |
| Ritterschaft                         | Freiherr Friedrich von der Heyden-Rynsch                           | Winkel                                      |
| Ritterschaft                         | Freiherr Richard von Vorst-Gudenau                                 | Landrat, Grevenbroich                       |
| Ritterschaft                         | Franz Anton Josten                                                 | Rittergutsbesitzer zu Neuß                  |
| Ritterschaft                         | Karl Christian Theodor von Haeften                                 | Rittergutsbesitzer zu Xanten                |
| Ritterschaft                         | Joseph von Bianco                                                  | Rittergutsbesitzer zu Köln                  |
| Ritterschaft                         | Graf August von Spee                                               | Rittergutsbesitzer zu Düsseldorf            |
| Ritterschaft                         | Hermann Joseph Simons                                              | Landrat, Köln                               |
| Städte                               | Joseph van Gülpen                                                  | Aachen                                      |
| Städte                               | Philipp Jakob Kaspers                                              | Kaufmann, Koblenz                           |
| Städte                               | Peter Ludwig Mohr                                                  | Stadtrat, Trier                             |
| Städte                               | Friedrich von Eynern                                               | Kaufmann, Barmen                            |
| Städte                               | Hermann von Beckerath                                              | Bankier, Krefeld                            |
| Städte                               | Karl August Dahmen                                                 | Gutsbesitzer, Ahrweiler                     |
| Städte                               | Clemens Jacob Reichard                                             | Fabrikbesitzer, Neuwied                     |
| Städte                               | Ludwig Heinrich Röchling                                           | Großhändler, St. Johann                     |
| Städte                               | Anton Wilhelm Hüffer                                               | Kommerzienrat, Eupen                        |
| Städte                               | Leopold Schoeller                                                  | Kommerzienrat, Düren                        |
| Städte                               | Maximilian Flemming                                                | Kaufmann, Geilenkirchen                     |
| Städte                               | Biesing                                                            | Gutsbesitzer, Bonn                          |
| Städte                               | Budde                                                              | Bürgermeister, Neustadt                     |
| Städte                               | Julius Scheid                                                      | Kaufmann, Kettwig                           |
| Städte                               | Bernhard Müller                                                    | Kaufmann, Wesel                             |
| Städte                               | Gustav von Mevissen                                                | Kaufmann, Dulken                            |
| Städte                               | Gottfried Kirberg                                                  | Handelskammerpräsident, Kirberg             |
| Städte                               | Gottlieb Kyllmann                                                  | Kaufmann, Weyer                             |
| Städte                               | Heinrich Neunerdt                                                  | Apotheker, Mettmann                         |
| Städte                               | Neuhaus                                                            | Kaufmann, Kreuznach                         |
| Städte                               | Kühldorf                                                           | Direktor, Düsseldorf                        |
| Städte                               | Wilhelm Boeddinghaus                                               | Kommerzienrat, Elberfeld                    |
| Landgemeinden                        | Balthasar Beemelmanns                                              | Bürgermeister, Prümmern                     |
| Landgemeinden                        | Nicolaus Jörissen                                                  | Steuereinnehmer, Millen                     |
| Landgemeinden                        | Nicolas Adolphe de Galhau                                          | Gutsbesitzer, Wallerfangen                  |
| Landgemeinden                        | Johann Baptist Grach                                               | Gutsbesitzer, Zeltingen                     |
| Landgemeinden                        | Matthias Josef Raffauf                                             | Gutsbesitzer, Wolken                        |
| Landgemeinden                        | Mathias Peter Rech                                                 | Steuereinnehmer, Langenlonsheim             |
| Landgemeinden                        | Lang                                                               | Schultheiß, Hörnsheim                       |
| Landgemeinden                        | Karl Zunderer                                                      | Gutsbesitzer, Kleeburg                      |
| Landgemeinden                        | Christian Gruhn                                                    | Gutsbesitzer, Gemünden                      |
| Landgemeinden                        | Johann Leopold Schult                                              | Bürgermeister, Glessen                      |
| Landgemeinden                        | Martin Fasbinder                                                   | Gutsbesitzer, Dünwald                       |
| Landgemeinden                        | Gisbert Lensing                                                    | Ökonomicus und Gutsbesitzer, Emmerich       |
| Landgemeinden                        | Maximilian August von Loë                                          | Gutsbesitzer, Uedem                         |
| Landgemeinden                        | August Uellenberg                                                  | Gutsbesitzer, Niederheidt                   |
| Landgemeinden                        | Rombei                                                             | Gutsbesitzer, Louisenburg                   |
| Landgemeinden                        | Karl Vopelius                                                      | Gutsbesitzer, Saarbrücken                   |
| Landgemeinden                        | Franz Anton Hubert Krosch                                          | Bürgermeister, Beltenhoven                  |
| Landgemeinden                        | Hermann Josef Claesen                                              | Bürgermeister, Gangelt                      |
| Landgemeinden                        | Johann Anton Henrich Compes                                        | Bürgermeister, Neuwerk                      |
| Landgemeinden                        | Ludwig Florentin Balthasar Max Julius von Büllingen                | Gutsbesitzer, Vorst                         |
| Landgemeinden                        | Pütz                                                               | Gutsbesitzer, Meurs                         |

## Provinz Westfalen
| Kurie                        | Wahlbezirk                            | Abgeordneter                                                            | Anmerkung                                                   |
| ---------------------------- | ------------------------------------- | ----------------------------------------------------------------------- | ----------------------------------------------------------- |
| Stand der Herren und Fürsten | Herzog von Arenberg                   | Prosper Ludwig (Arenberg)                                               |                                                             |
| Stand der Herren und Fürsten | Fürst von Salm-Salm                   | Alfred Konstantin zu Salm-Salm                                          |                                                             |
| Stand der Herren und Fürsten | Fürst von Sayn-Wittgenstein-Berleburg | Heinrich Friedrich von Itzenplitz                                       | Als Vertreter von Albrecht zu Sayn-Wittgenstein-Berleburg   |
| Stand der Herren und Fürsten | Sayn-Wittgenstein-Wittgenstein        | Fürst Alexander zu Sayn-Wittgenstein-Hohenstein                         | Wittgenstein                                                |
| Stand der Herren und Fürsten | Bentheim-Tecklenburg                  | von Hövel                                                               | Fürst Moritz Kasimir von Bentheim-Rheda ließ sich vertreten |
| Stand der Herren und Fürsten | Bentheim-Steinfurt                    | Fürst Alexius zu Bentheim und Steinfurt                                 | Burg Steinfurt                                              |
| Stand der Herren und Fürsten | Salm-Horstmar                         | Fürst Wilhelm Friedrich zu Salm-Horstmar                                | Coesfeld                                                    |
| Stand der Herren und Fürsten | Fürst zu Rheina-Wolbeck               |                                                                         |                                                             |
| Stand der Herren und Fürsten | Herzog von Croy                       | Alfred von Croÿ                                                         | Dülmen                                                      |
| Stand der Herren und Fürsten |                                       | Graf Ludwig von Kielmannsegge                                           |                                                             |
| Stand der Herren und Fürsten | Graf von Westfalen                    | Graf Clemens von Westfalen zu Fürstenberg                               |                                                             |
| Stand der Herren und Fürsten | Herrschaft Gemen                      | Graf Ignaz von Landsberg-Velen und Gemen                                |                                                             |
| Ritterschaft                 |                                       | Freiherr Karl Adolf Maria Elverfeldt genannt von Beverfoerde zu Werries | Kammerherr zu Loburg                                        |
| Ritterschaft                 |                                       | Graf Dietrich von Bocholtz-Alme                                         | Alme                                                        |
| Ritterschaft                 |                                       | Florens von Bockum-Dolffs                                               | Landrat, Soest                                              |
| Ritterschaft                 |                                       | Freiherr Karl von Bodelschwingh                                         | Regierungsvizepräsident, Münster                            |
| Ritterschaft                 |                                       | Georg von Borries                                                       | Landrat, Herford                                            |
| Ritterschaft                 |                                       | Graf Clemens von Corff, gen. von Schmising                              | Tatenhausen                                                 |
| Ritterschaft                 |                                       | Caspar Maximilian Droste zu Vischering-Padberg                          | Landrat, Brilon                                             |
| Ritterschaft                 |                                       | Graf Felix von Droste-Nesselrode                                        | Erbdroste, Kammerherr zu Münster                            |
| Ritterschaft                 |                                       | Graf von Droste zu Vischering                                           | Landrat, Münster                                            |
| Ritterschaft                 |                                       | Johann Matthias von Galen                                               | Erbkämmerer, Assen                                          |
| Ritterschaft                 |                                       | von Harthausen                                                          | Gutsbesitzer zu Böckendorf                                  |
| Ritterschaft                 |                                       | Heinrich Wilhelm von Holtzbrinck                                        | Landrat, Odenthal                                           |
| Ritterschaft                 |                                       | Freiherr Engelbert von Landsberg-Velen und Steinfurt                    | Drensteinfurth                                              |
| Ritterschaft                 |                                       | Freiherr Felix von Lilien                                               | Landrat, Echthausen                                         |
| Ritterschaft                 |                                       | Freiherr Clemens von Lilien-Borg                                        | Werl                                                        |
| Ritterschaft                 |                                       | Graf Ferdinand von Merveldt                                             | Kammerherr, Erbmarschall, Lembeck                           |
| Ritterschaft                 |                                       | Freiherr Friedrich von Vely-Jungkenn                                    | Königlich bayerischer Kammerherr, Hüffe                     |
| Ritterschaft                 |                                       | Freiherr Georg von Vincke                                               | Landrat, Hagen                                              |
| Ritterschaft                 |                                       | Freiherr Klemens von Wolff-Metternich                                   | Regierungsvizepräsident, Potsdam                            |
| Ritterschaft                 |                                       | Freiherr Werner Heereman von Zuydtwyck                                  | Gutsbesitzer zu Herstelle bei Höxter                        |
| Städte                       |                                       | Franz Aulicke                                                           | Stadtverordneter, Münster                                   |
| Städte                       |                                       | Rudolf Barre                                                            | Kaufmann, Lübecke                                           |
| Städte                       |                                       | Bellebaum                                                               | Prediger, Siegen                                            |
| Städte                       |                                       | Friedrich Wilhelm Bertelsmann                                           | Kaufmann, Bielefeld                                         |
| Städte                       |                                       | Ferdinand Hendrick Theodor Böltink                                      |                                                             |
| Städte                       |                                       | Gustav Brassert                                                         | Geheimer Bergrat und Magistratsmitglied, Dortmund           |
| Städte                       |                                       | Busse                                                                   | Kaufmann, Vlotho                                            |
| Städte                       |                                       | Carl Theodor Fuhrmann                                                   | Ratsherr und Gerichts-Taxator, Hamm                         |
| Städte                       |                                       | F. W. Gries                                                             | Kaufmann, Neuenrade                                         |
| Städte                       |                                       | Hiller                                                                  | Ackerbürger zu Rieheim bei Brackel                          |
| Städte                       |                                       | Johann Heinrich Illgens                                                 | Kaufmann, Beckum                                            |
| Städte                       |                                       | Lohmeister                                                              | Juwelier zu Burgsteinfurth                                  |
| Städte                       |                                       | Johann Heinrich von Olfers                                              | Bankier und Stadtrat                                        |
| Städte                       |                                       | Heinrich Oppermann (Gastwirt)                                           | Gastwirt, Höxter                                            |
| Städte                       |                                       | Theodor Plange                                                          | Justizkommissar und Notar, Attendorn                        |
| Städte                       |                                       | Johann Ernst Leopold von Pogrell                                        | Kaufmann und Ratsherr, Minden                               |
| Städte                       |                                       | Rose                                                                    | Lippstadt                                                   |
| Städte                       |                                       | Ludwig Theodor Schmöle                                                  | Kaufmann, Iserlohn                                          |
| Städte                       |                                       | Theodor Sternenberg                                                     | Bürgermeister, Schwelm                                      |
| Städte                       |                                       | Philipp Arnold Wilhelm Strobandt                                        | Bürgermeister, Coesfeld                                     |
| Landgemeinden                |                                       | Wilhelm Berger                                                          | Gutsbesitzer, Bommern                                       |
| Landgemeinden                |                                       | Franz Anton Bracht                                                      | Landwirt, vormaliger Regierungsrat, Dillenburg              |
| Landgemeinden                |                                       | Peter Brünninghaus                                                      | Gutsbesitzer und Fabrikant, Brünninghauses                  |
| Landgemeinden                |                                       | Johann Georg Büning                                                     | Landwirt, Besecke                                           |
| Landgemeinden                |                                       | August Deimel                                                           | Ökonom und Hammerbesitzer, Warstein                         |
| Landgemeinden                |                                       | Johann Friedrich Hustedt                                                | Ackersmann, Haltern                                         |
| Landgemeinden                |                                       | Arnold Henrich Kamp                                                     | Landwirt, Colon und Gemeindevorsteher, Oesterwerde          |
| Landgemeinden                |                                       | Johann Hermann Krämer                                                   | Landwirt, Hilchenbach                                       |
| Landgemeinden                |                                       | Benedikt Linnenbrink                                                    | Landwirt, Beckum                                            |
| Landgemeinden                |                                       | Ludwig Conrad Meyer                                                     | Ackersmann und Ortsvorsteher, Südhemmern                    |
| Landgemeinden                |                                       | Karl Friedrich Meyer                                                    | Ackerwirt, Colon, Spradow                                   |
| Landgemeinden                |                                       | Franz Pieper                                                            | Gutsbesitzer zu Istrup bei Brackel                          |
| Landgemeinden                |                                       | Heinrich Schmidt                                                        | Landwirt, Sodingen                                          |
| Landgemeinden                |                                       | Caspar Schulte-Hobbeling                                                | Landwirt, Ascheberg                                         |
| Landgemeinden                |                                       | Schulte                                                                 | Landwirt zu Habbel                                          |
| Landgemeinden                |                                       | Friedrich Wilhelm Gieffers                                              | Gutsbesitzer zu Graffeln                                    |
| Landgemeinden                |                                       | Johann Rudolf Wulff                                                     | Landwirt, Lotte                                             |
| Landgemeinden                |                                       | Heinrich Anton Maria von Zurmühlen                                      | Amtmann, Hohenholte                                         |